# 手紙/Rolling Days
「手紙/Rolling Days」(てがみ/ローリング・デイズ)は、田﨑あさひのデビューシングル。2013年1月16日にUP-FRONT WORKSから発売された。

## 概要
- 前年2012年3月にアップフロントワークスが主催する『第2回FOREST AWARD NEW FACE オーディション』でグランプリを受賞した田﨑あさひが、2013年1月16日に同社内レーベルからリリースしたインディーズデビューシングル。ジャケットおよび帯には「SATOYAMA movement」のロゴがプリントされている。なお、同オーディションの募集告知には「オーディションの優秀者はアップフロントワークスの新レーベルよりメジャーデビューできます。」という文言が含まれている[1]。
- 2013年1月2日から中野サンプラザで行われた 「Hello! Project 誕生15周年記念ライブ2013冬 ～ビバ！～/～ブラボー！～」にてライブ初披露・会場限定先行販売された[2]。
- 「手紙」「Rolling Days」のミュージックビデオおよびそのメイキング映像はテレビ東京系「ハロー!SATOYAMAライフ」のYouTubeチャンネル「SATOYAMAチャンネル」で公開されたほか[3]、DVDソフト「SATOYAMA movement MUSIC VIDEO CLIPS」として商品化された[4]。
- 「手紙」はその後結成された田﨑と長谷川萌美によるユニットBitter & Sweetでも早くからレパートリーとして取り上げられ、「Rolling Days」も2014年8月31日の「＠JAM EXPO」出演時に初めて二人で歌うバージョンとして披露された。「Rolling Days」は2015年発売のBitter & Sweetの1stミニアルバム「＃ビタスイ」に再編曲・新録音され収録された。

## 収録曲
1. 手紙
作詞：MEG.ME、作曲：鈴木盛広、編曲：立山秋航
2. Rolling Days
作詞：Mari-Joe、作曲：安岡洋一郎、編曲：立山秋航
3. 手紙（Instrumental）
4. Rolling Days（Instrumental）

## 参加ミュージシャン
手紙
- 田﨑あさひ - ヴォーカル、コーラス
- 立山秋航 - ドラム
- 宮本將行 - ベース
- 大迫杏子 - ピアノ